# Robert Malm
Robert Malm (Dunkerque, 21 de agosto de 1973) é um ex-futebolista franco-togolês que atuava como atacante. 

## Carreira
Malm fez parte do elenco da Seleção Togolesa de Futebol na Copa do Mundo de 2006.